# 7575 Кімурасейдзі
7575 Кімурасейдзі (7575 Kimuraseiji) — астероїд головного поясу, відкритий 22 грудня 1989 року.
Тіссеранів параметр щодо Юпітера — 3,597.
Названо на честь астронома-аматора Кімури Сейдзі (яп. きむら・せいじ(木村精二) кімура сейдзі).